# Sicydium (animal)
Sicydium es un género de peces de la familia de los Gobiidae en el orden de los Perciformes.

## Especies
Las especies de este género son:
- Sicydium adelum W. A. Bussing, 1996
- Sicydium altum Meek, 1907
- Sicydium brevifile Ogilvie-Grant, 1884
- Sicydium buscki Evermann & H. W. Clark, 1906
- Sicydium bustamantei Greeff, 1884
- Sicydium cocoensis (Heller & Snodgrass, 1903)
- Sicydium crenilabrum I. J. Harrison, 1993
- Sicydium fayae Brock, 1942
- Sicydium gilberti Watson, 2000
- Sicydium gymnogaster Ogilvie-Grant, 1884
- Sicydium hildebrandi C. H. Eigenmann, 1918
- Sicydium multipunctatum Regan, 1906
- Sicydium plumieri (Bloch, 1786)
- Sicydium punctatum Perugia, 1896
- Sicydium rosenbergii (Boulenger, 1899)
- Sicydium salvini Ogilvie-Grant, 1884